# Le Claire
Le Claire is een plaats (city) in de Amerikaanse staat Iowa, en valt bestuurlijk gezien onder Scott County.

## Demografie
Bij de volkstelling in 2000 werd het aantal inwoners vastgesteld op 2847. In 2006 is het aantal inwoners door het United States Census Bureau geschat op 3144, een stijging van 297 (10,4%).

## Geografie
Volgens het United States Census Bureau beslaat de plaats een oppervlakte van 11,3 km², waarvan 10,8 km² land en 0,5 km² water.

## Plaatsen in de nabije omgeving
De onderstaande figuur toont nabijgelegen plaatsen in een straal van 12 km rond Le Claire.

## Geboren
- William Frederick Cody, "Buffalo Bill" (1846-1917), verkenner, bizonjager en showman